# دمیرلی (حاجی‌قبول)
دمیرلی (به لاتین: Damirli) یک منطقه مسکونی در جمهوری آذربایجان است که در شهرستان حاجی‌قبول واقع شده است.